# Petr Pithart
Petr Pithart, češki politik, * 2. januar 1941, Kladno.
Med 2. februarjem 1990 in 2. julijem 1992 je predsednik vlade Češke republike. Bil je tudi predsednik senata Češke republike (18. december 1996–16. december 1998 in 19. december 2000–15. december 2004).